# إيرين غورني
إيرين غورني هي عازفة بيانو كندية، ولدت في 1870، وتوفيت في 29 أغسطس 1951.